# Telekom Srpske
Telekom Srpske (pełna nazwa: Telekomunikacije Republike Srpske a.d. Banja Luka)  – przedsiębiorstwo telekomunikacyjne w Bośni i Hercegowinie z siedzibą w Banja Luce w Republice Serbskiej.
Firma zajmuje się dostarczaniem telefonii komórkowej pre-paid i abonamentowej, telefonii stacjonarnej, przesyłu danych i telewizji. Spółka została założona w 1996 roku jako Telekom Srpske Banja Luka, pod obecną nazwą od grudnia 2002 roku. Przedsiębiorstwo jest w sojuszu strategicznym z Mtel Austria. Spółka akcyjna pod kontrolą serbskiego operatora Telekom Srbija (65% udziału), notowana na Giełdzie Papierów Wartościowych w Banja Luce.